# Станіславув (Новодворський повіт)
Станіславув (пол. Stanisławów) — село в Польщі, у гміні Леонцин Новодворського повіту Мазовецького воєводства.
Населення — 314 осіб (2011).
У 1975-1998 роках село належало до Варшавського воєводства.

## Демографія
Демографічна структура станом на 31 березня 2011 року:
|          | Загалом | Допрацездатний вік | Працездатний вік | Постпрацездатний вік |
| -------- | ------- | ------------------ | ---------------- | -------------------- |
| Чоловіки | 154     | 28                 | 112              | 14                   |
| Жінки    | 160     | 30                 | 98               | 32                   |
| Разом    | 314     | 58                 | 210              | 46                   |